# Mario Litwin
Mario Litwin (Buenos Aires, 18 de septiembre de 1943) es un pianista, compositor y director de orquesta argentino, radicado en Francia desde 1974. Reconocido como compositor francés en 1979 por el CNC (Centre National du Cinéma et de l'image animée). Es también investigador y autor de obras y artículos sobre la pedagogía, la composición musical y el canto. 

## Biografía
Mario Litwin comienza su carrera musical a los quince años, escapándose durante las noches de la vigilancia de sus padres para acompañar bailarines de tango y de salsa en los cafés del bajo de Buenos Aires.
Oriundo de la ciudad de Haedo (provincia de Buenos Aires), comienza a los nueve años sus estudios de piano con la profesora Adelina Saccaggio, quien, sin dejar de lado el rigor escolástico de una enseñanza tradicional, lo estimula a desarrollar sus capacidades de improvisador y a tocar "de oído".
Su carrera es el resultado de un itinerario ecléctico nutrido de música clásica europea, de jazz, de música indo-americana y de tango tradicional y moderno. Forma parte de la generación que vio nacer a artistas de fama internacional como Lalo Schifrin, Gato Barbieri, Gustavo Santaolalla, Ariel Goldenberg, Juan José Mosalini, Alfredo Arias, entre otros.
En 1963 ejerce el cargo de orquestador para la televisión argentina hasta 1972. Entre los artistes para los cuales compuso orquestaciones de sus acompañamientos se encontraron King Clave, Piero, Dani Martín, Gloria Gago, Maria Concepción Cesar y otros de fulgurante existencia. Fue también acompañante al piano de Diana Maggi, María Concepción César, Jovita Luna, Peggy Sol y otros.                                 
En 1973, forma un trío para acompañar las representaciones del espectáculo El gran soñador de Lía Jelín, Leonor Galindo, Héctor Malamud y Marta Gavensky, premiado en 1974 por el Fondo de las artes como el mejor espectáculo teatral del año, del cual es también compositor de la música. 
En 1974 Llega a Francia con los actores Leonor Galindo y Héctor Malamud comenzando varias giras por Europa que llevaron El gran soñador por diversos festivales europeos y hasta las puertas de Asia.
La historia de esta gira está cronicada en la página web El gran soñador
En 1978, después de una extensa carrera como solista y como acompañante, se aleja del escenario para dedicarse al trabajo en estudio.
En 1982 crea el primer método mundial de solfeo asistido por computadora. Este programa no substituye al profesor sino que constituye una ayuda pedagógica que le permite crear instantáneamente ejercicios adaptados al progreso del alumno.
Durante la primera parte de su carrera, cursa estudios de armonía con Jacobo Ficher y de contrapunto con Francisco Giaccobe que lo estimulan en la búsqueda de un lenguaje artístico personal. Insatisfecho con los métodos de enseñanza de la armonía de la época, que se detienen en el impresionismo, ignorando los posteriores avances del siglo XX, entre otros la influencia del jazz, considera que una carrera musical se enriquece también con los aportes de colegas, profesionales e incluso aficionados de talento que modelan la inspiración de un creador. Comienza entonces una serie de investigaciones y de viajes que lo llevan a encuentros con Miklós Rózsa, Jerry Goldsmith y Bernard Herrmann así como tantos otros que le inspiran la reflexión que lo conduce en 1992 a la escritura del libro Le film et sa musique - création - montage.
Michel Sineux, periodista francés, director de la "Médiathèque Musicale de Paris"  y director general de las Bibliotecas de la Ciudad de París escribe en la revista Ecouter - Voir de agosto de 1993 : " …jamás antes de "Le film et sa musique" los elementos constituyentes de la función dramática en la música de cine han sido expuestos con tanta claridad". Posteriormente periodistas, compositores y musicólogos saludaron "Le Film et sa musique" como "la referencia fundamental en la materia y un texto esencial para la investigación de la dramaturgia musical". Define entre otros, diferentes efectos negativos de la música aplicada a la cinematografía, entre ellos, el "Desplazamiento de la proveniencia", conocido en ciertas escuelas europeas de cine que lo estudian, como el "Efecto Litwin".
El punto de vista de Mario Litwin sobre la dramaturgia musical corresponde al arte del actor aplicado a la música. Esta concepción de la música otorga una posición privilegiada a la emoción y al juego dramático y es la base del Concepto Litwin que comprende al mismo tiempo la música cinematográfica, la pedagogía de la composición, de la creatividad musical, de la interpretación y del canto. Reconoce el hecho que esta concepción de la dramaturgia musical fue inspirada por largos años de trabajo y de conversaciones con el actor Hector Malamud.
Después de haber realizado diferentes estadías en París, Tokoo o Nueva York, apreciaba refugiarse en la soledad de su morada en la ladera de una montaña de los Pirineos, para profundizar la investigación y el estudio de la composición. Abandona un tiempo después este refugio para instalarse definitivamente en París.
En 2004 es invitado por Greco Casadessus, presidente de la prestigiosa Union de Compositeurs de Musique de Film, en Francia, a integrar la institución de la cual será miembro del directorio durante varios años. Durante este período crea la Comisión de Investigación de la Dramaturgia Musical al mismo tiempo que es nombrado delegado de la institución frente a Coalición Francesa para la Diversidad Cultural, organismo patrocinado por la UNESCO. Renuncia posteriormente a estos cargos por causa de desacuerdos en cuanto el funcionamiento de la institución.
Es autor de numerosos trabajos escritos y conferencias sobre la composición, el canto, la interpretación, la armonía, la dramaturgia musical y de reflexiones acerca de la influencia de la música sobre el contenido de los mensajes publicitarios.
En este contexto, es solicitado regularmente para ejercer investigaciones como experto en diversos países.

## Vida privada y anécdotas picantes
- Mario Litwin, que vivía en la ciudad de Haedo durante su infancia, era hijo del farmacéutico propietario de la Farmacia Central de Haedo, todavía existente. A los nueve años, en momentos de comenzar sus estudios de piano (pasión que compartía con su hermano mayor, Hugo) el piano regalado por sus padres a los dos hermanos llega al domicilio de la familia, que vivía en el piso superior, pero los empleados de la mudanza olvidan el aparejo destinado a subirlo al primer piso. El instrumento es instalado entonces durante varios días en le local público de la farmacia. Los dos hermanos que tocaban durante interminables horas, recibían a los clientes con música y numeroso público era atraído, más por el singular evento que por la calidad musical de los jóvenes intérpretes.

- En 1961, teniendo 18 años, se infiltró  con un estuche de guitarra en el club Sportivo Haedo, en un espectáculo de la "Embajada Necci", desfile de modas, canciones y humoristas, donde la entrada era muy cara, haciéndose pasar por un músico del espectáculo. La suerte hizo que el pianista del espectáculo estaba en retardo y se propuso para remplazarlo sin haber ensayado, gracias al hecho que las partituras estaban en manos del organizador. Este último, encantado con su trabajo, le propuso de partir en gira con el show. La cantante Azucena Maizani, de edad ya avanzada, que formaba parte del show con sus dos guitarristas, le pidió durante una de esas presentaciones que la acompañe a la guitarra. Ejecutó un trabajo digno, a pesar de los malabarismos rítmicos de la cantante que lo pusieron en mala situación. La cantante, de mal humor se quejó al director diciéndole "Yo no puedo cantar acompañada por un guitarrista de mala muerte".

- Michel Sineux, periodista francés, escribe : "La vida tumultuosa y romanesca de Mario Litwin está hecha de viajes, de encuentros, de aventuras, de reflexión y de estudio". Según los observadores, cultiva su carrera de play boy con el mismo esmero que su carrera artística, siendo un personaje muy conocido en el mundo de la noche parisina, habiéndole sido atribuidas amistades demasiado próximas y escandalosas con estrellas como Sophie Marceau, Asia Argento, Veronica Antico y recientemente, en 2012, con Miss Francia durante el Festival de cine europeo de Járkov en Ucrania, circunstancia que provocó un incidente con el actor Alain Delon que acompañaba a la joven reina de belleza.

- Durante su servicio militar, tocaba la trompeta en la banda del regimiento. En su libreta militar estaba mencionada la expresión "Arma : Trompeta Bach en Si bemol". Este mensaje, considerado por el joven Litwin como profético, tuvo una gran influencia en la consecución de su carrera.

- En 1972 tomó contacto con la pedagoga Lucia Maranca con la intención de mejorar su técnica pianista. En esa época era arreglador para la televisión y además componía canciones para artistas de variedades. Cuando esta conoció sus gustos musicales de la época, no pudo evitar de estallar de risa y de burlarse de él. Una anécdota similar se produjo el mismo año frente al compositor y director de orquesta Jorge Calandrelli quien lo calificó de "aficionado de bajo nivel". La musicóloga Susana Espinoza le hizo las mismas críticas con palabras y consejos más amicales. Según sus propias palabras,[5] esos tres episodios, confesados como reveladores le hicieron tomar conciencia de su propia mediocridad y de la necesidad de volcarse hacia formas más serias y profundas.

- Es primo de la bailarina y coreógrafa María Fux, también pariente del actor Rudy Chernicoff y del director de orquesta Vlady.
- Está casado desde agosto de 2016 con Haydée Montesco, 46 años más joven que él.

## Música para el teatro y café teatro
- 1971 :Primero qué"" de Alberto Adelach estrenada en el Teatro Ift.
- 1972 : Balurdos de medianoche, con Hector Malamud y Raúl Manso.
- 1973 : Vecinos y parientes de Julio Ardiles Gray, estrenada en el Teatro San Martín.
- 1973 : El gran soñador, estrenada en el Teatro Olimpia - Buenos Aires.

## Músicas originales de largometrajes
- 1987 : L'Arbre mort de Joseph Morder
- 1978 : ¿Por qué perdimos la guerra? de Francisco Galindo et Diego Santillán
- 1971 : Adultery for Fun & Profit de Richard Robinson
- 1970 : A Herança de Ozualdo Ribeiro Candeias d'après Hamlet de William Shakespeare.

## Músicas originales de series televisadas
- 2001 : Tama and Friends
- 1995 : Lettre ouverte à Lili
- 1994 : La rêverie ou le mariage de Sylvia
- 1976 : Master of the World
- 1972 : Now, Take My Wife
- 1971 : Untold Damage
- 1970 : Matt Lincoln
- 1970 : Somerset
- 1970 : The Best of Everything
- 1970 : As Asas São para Voar
- 1969 : O Feijão e o Sonho
- 1969 : Queen for a Day
- 1969 : Os Fantoches
- 1969 : Morte no mar
- Lista completa en http://www.imdb.com/name/nm0514863/?ref_=nv_sr_1

## Publicaciones
- 1992 (en francés): Le Film et sa musique : création & montage - (Éditions Romillat / Colleccion Consonances) : Obra citada en numerosas referencias bibliográficas sobre la música de películas. Libro de 192 páginas - ISBN 2878940288 & ISBN 978-2878940282.

- 1993 (en francés): Valeur esthétique et fonction dramatique de la musique de film - Artículo publicado en la revista Positif (Paris): n° 389 & 390, julio - agosto de 1993.

- 1993  (en francés): La Musique à la rescousse du suspense - Artículo publicado en la revista CinémAction n° 71 (Paris).

- 2006 (en francés): La musique de film sud-américaine' - Artículo publicado en la revista La musique au cœur de l'image - Publicación de la Union des Compositeurs de Musiques de Films para el 59o Festival de Cannes.

- 2007 (en francés): Fondements pour une nouvelle pédagogie de l'harmonie - Artículo publicado en la revista Panorama de la musique (París).

## Obras literarias que hacen referencia a los trabajos de Mario Litwin
- Susan Hayward et Phil Powrie : The films of Luc Besson: master of spectacle Manchester University Press, 2006.
- Jonathan D. Bucari - Importance de la Musique dans la Structure Narrative d'un Film : Steven Spielberg, composé par John Williams.
- Alexandre Tylsky : John Williams, un alchimiste musical a Hollywood - L'Harmattan, 2011.
- Jean-François Houben, Guy Hennebelle : Dictionnaire de l'édition de cinéma - Corlet, 2001.
- Delphine Letort - Du Film Noir Au Néo-Noir : Mythes et Stéréotypes de L'Amérique (1941-2008)
- Gérard Dastugue : Le corps du cinéma - Université de Californie.
- Frédéric Gimello-Mesplomb : Analyser la musique de film - Books On Demand.
- Gilles Visy : Le Colonel Chabert au cinéma - Editions Publibook, 2003.
- Thierry Millet : Bruit et cinéma - Publications de l'Université de Provence, 2007.
- Jean-Marc Doniak et Nicolas Schmidt : Les Fictions Françaises à la télévision. Tome 2 - Dixit.
- Thomas G. Deveny : Cain on screen: contemporary Spanish cinema - Scarecrow Press, 1993.
- The Spanish literary year - Editorial Castalia.
- Michel Estève, Gérard Langlois, Barthélemy Amengual : Michel Deville.
- Rafael Utrera Macías, Rafael Utrera : Poética cinematográfica de Rafael Alberti.
- British Theatre Institute : Theatrefacts.
- Rafael Aracil Martí, Antoni Segura, Andreu Mayayo, Macià Alavedra i Moner : Memòria de la transició a Espanya i a Catalunya - Universidad de Barcelona. Centro de Estudios Históricos Internacionales.
- Àngel Comas : Diccionari de llargmetratges.
- Fondo Nacional de las Artes : Anuario del teatro argentino (Argentina)
- El año literario español, 1974-1979 - Editorial Castalia S.A.
- Augusto M. Torres : Diccionario del cine español.
- Enric Ripoll-Freixes : 100 películas sobre la guerra civil española.